# Starnberg (hajó)
A Starnberg egy 800 férőhelyes kéttörzsű (katamarán) sétahajó, mely a Starnbergi-tavon közlekedik. A hajót a Lux-Werft nevű hajógyár építette 5 millió euróért 2004-ben.
A hajón étterem, gyerekeknek játszótér, csúszda, bár, mellékhelyiségek és lift is található.

## A hajó története
A hajót a 169-es építési szám alatt a Lux hajógyárban építették Niederkassel-Mondorfban, a Rajna partján. A hajó 2004. május 4-én kezdte meg a próbákat, és ugyanezen év május 19-én keresztelte meg Sybille Faltlhauser, az akkori pénzügyminiszter, Kurt Faltlhauser felesége. A hajón lévő pezsgősüveg csak a harmadik próbálkozáskor tört el.
A Starnberg volt az első újonnan épített hajó, amelyet több mint 43 év kihagyás után a Starnbergi tavon állítottak szolgálatba. Közvetlen elődje nem volt ugyanezen a néven: Az 1886-ban épült Wittelsbach szalongőzös, amelynek nevét a Tanácsköztársaság idején Starnbergre változtatták, nem sokkal a második világháború után kivonták a forgalomból és leselejtezték.
Az új Starnberget a Starnbergi-tó hajózási történetének néhány emlékével látták el. A bár területén a Bucentaur nevű 17. századi bemutatóhajó látható hátlapi üvegfestményeken. A Starnberg orrán Neptunusz alakja is látható, akárcsak egykor a Bucentauron. A Starnberg Neptunuszát bronzból öntötték, 200 kg súlyú és 2,20 méter magas. Kezében szigonyt tart, és egy delfin kíséri. A műalkotást Friedrich Schelle készítette.
A katamaránnak csak kis merülése van. A főfedélzetet és a galériát egy központi lépcső köti össze. A hajónak többek között kávézója van a napozófedélzeten, és liftekkel van felszerelve. 30 kerékpár is felvihető a fedélzetre.
A Starnberget forgatási helyszínként használták a Hubert ohne Staller című tévésorozat Brautjungfer über Bord című epizódjához.

## Képgaléria

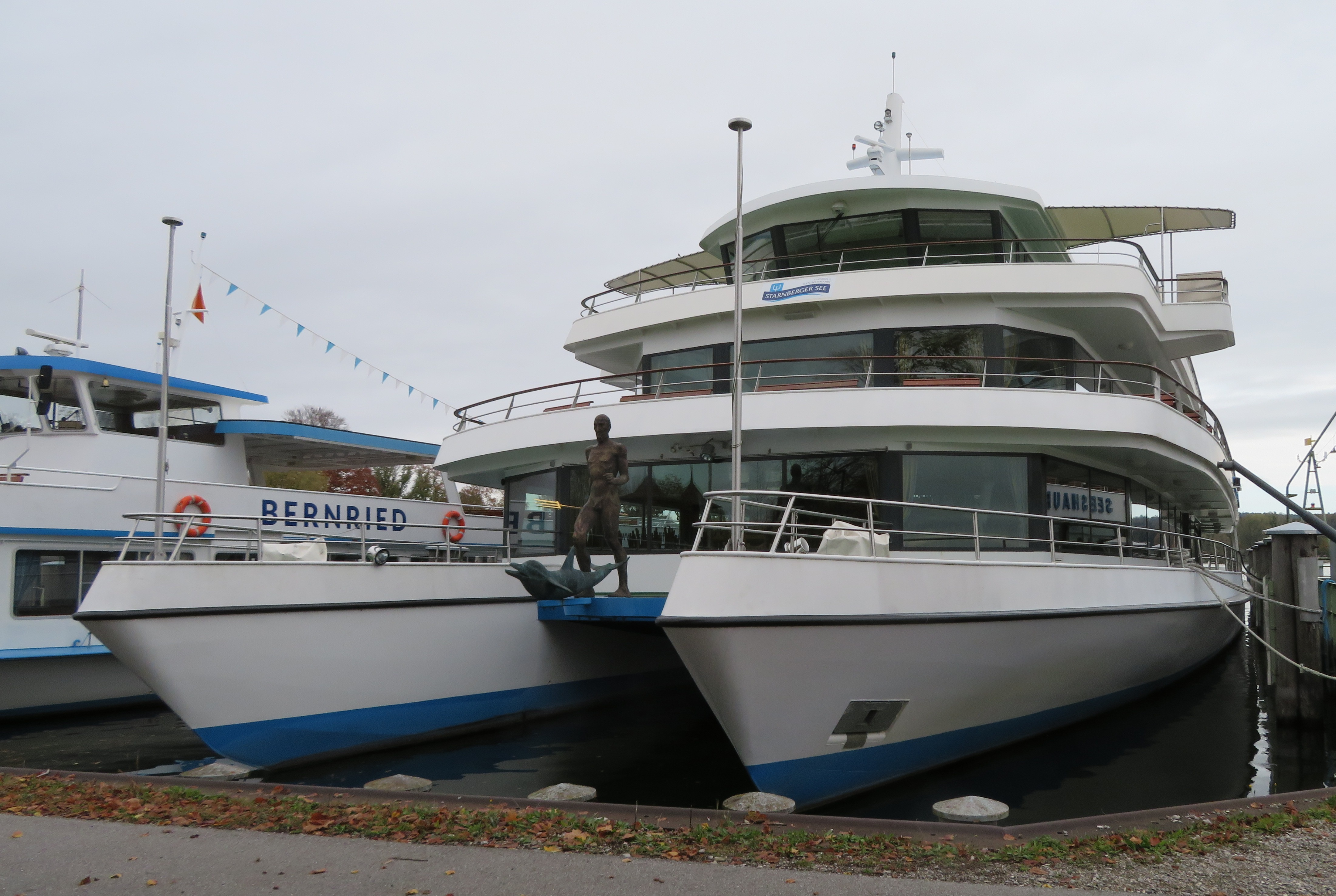
A hajó szemből
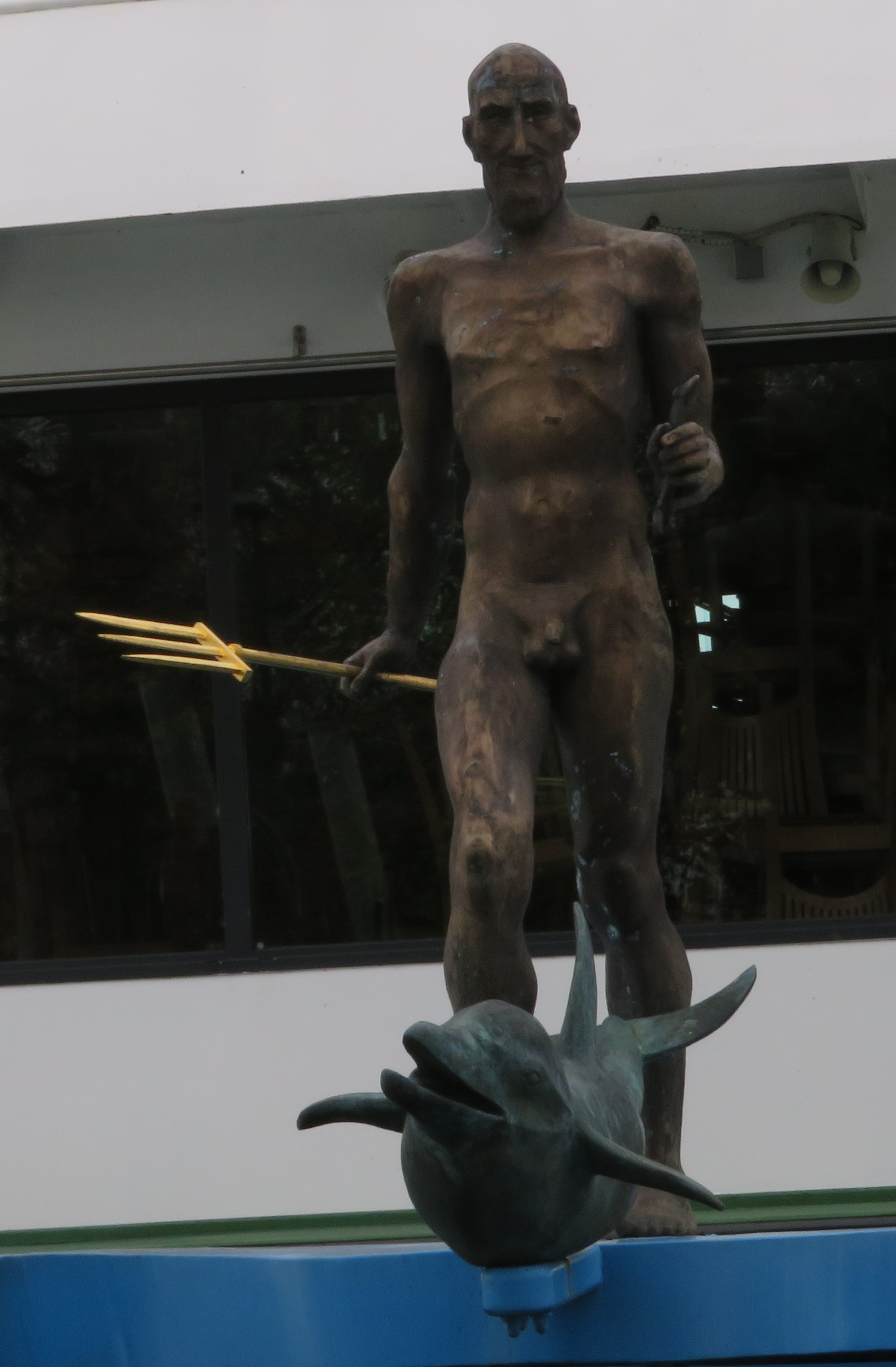
A hajó bronzszobra
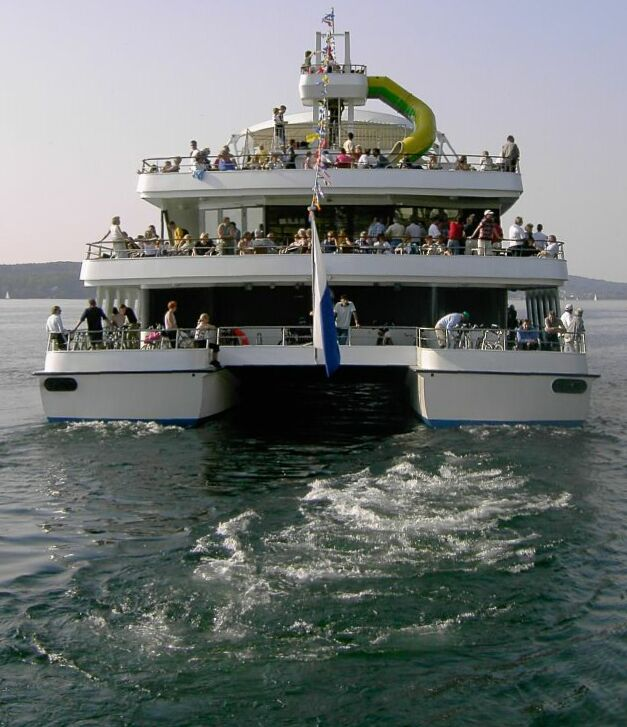
A hajó hátulja